# Alemberg Quindins
Alemberg Quindins (Nova Olinda, 19 de dezembro de 1964), nascido Francisco Alemberg de Souza Lima, é um músico de formação popular, empreendedor social, escritor e artista plástico autodidata do Ceará, Brasil. 
Em sua cidade natal, criou a Fundação Casa Grande - Memorial do Homem Kariri. 
Recebeu diversas comendas: Ordem do Mérito Cultural (2004), Medalha do Mérito da Farroupilha (2007), Comenda João Luiz Ramalho de Oliveira (2014), Medalha da Abolição (2017). E também títulos de Dr. Honoris Causa em Ciências Sociais pela Universidade Regional do Cariri – URCA (2018) e de Título de Notório Saber em Cultura Popular pela Universidade Federal do Ceará (2019). Foi consultor da Unicef em projetos em Angola e Moçambique. É assessor de relações institucionais do SESC Ceará, professor de Pós-graduação em Arqueologia Social Inclusiva pela URCA e Investigador do Centro de Estudos em Arqueologia, Artes e Ciências do Patrimônio – CEAACP da Universidade de Coimbra – Portugal.

## Biografia
Aos nove anos, a família de Alemberg Quindins mudou-se do Ceará para uma região que hoje faz parte do estado do Tocantins (à época, era Goiás). Já adulto, ele e a companheira Rosiane Limaverde circularam o Brasil por dez anos, apresentando-se em festivais com uma apresentação musical inspirada em pesquisa que haviam realizado sobre a pré-história e as lendas da região do Cariri (Ceará), e a história dos indígenas que deram o nome à região. Com as premiações, os dois compraram livros e filmes; além disso, o casal começou a ter espaço em ambientes de organização cultural, tendo conversas com secretários de cultura e outras pessoas que pensavam formas sérias de tratar a área. O que incluiu conhecer o Memorial da América Latina e o Museu do Homem Americano; espaços que inspiraram a realizar algo parecido em Nova Olinda. Nesse contexto, acabaram decidindo restaurar as ruínas da casa do avô de Quindins.

### Fundação Casa Grande - Memorial do Homem Kariri
Em 1992, Alemberg e Rosiane restauraram a casa grande da Fazenda Tapera que deu origem ao município de Nova Olinda, que havia sido adquirida pelo avô de Alemberg, Neco Trajano, em 1932. A edificação em estilo colonial é de 1717, início do ciclo do couro no Nordeste, e servia como posto para o descanso dos bois. Em 19 de dezembro de 1992, Quindins e sua companheira, Rosiane Limaverde, ali fundaram a Fundação Casa Grande-Memorial do Homem Kariri, organização social voltada à vivência e formação em gestão cultural e social, que forma crianças e jovens.
O Memorial do Homem Kariri é o espaço museológico / arqueológico que abriga os itens reunidos pelo casal ao longo de sua pesquisa local pelas memórias do povo indígena que habitou a região da Chapada do Araripe, Vale do Cariri: os Cariri.
| “                   | "Nós resgatamos a cultura local nas áreas de arqueologia, mitologia, artes e comunicação." | ” |
| — Alembreg Quindins |                                                                                            |   |

### Museus Orgânicos
São expressões dinâmicas da criatividade humana. São cenários vivos e ativos da cultura e do saber fazer popular, abertos nas casas dos mestres que os receberam de herança de seus ancestrais e os mantêm autênticos. Lugares inovadores de partilha da memória, os museus orgânicos são estruturas de conhecimento e de transmissão fértil e permanente da história, da cultura e das artes dos povos, nas suas mais particulares manifestações. Expressões identitárias de um povo, hibridando todos os tempos e todas as linguagens das artes e da cultura popular, os museus orgânicos são as portas abertas que conduzem do passado para o futuro a história de um povo, construída e interpretada pelos seus verdadeiros obreiros, oferecendo uma narrativa de interface cultural de possibilidades amplas e de participada valorização territorial. Fortemente comprometidos com a sustentabilidade inteligente da gente e das regiões, os museus orgânicos organizam-se em rede de malha larga, que se estende em todo o território, numa disposição criada a partir das casas dos mestres, num diálogo contínuo com as realizações coletivas cotidianas. 
São museus abertos, tomando o formato de museu casa, museu oficina e museu casa oficina, em razão do conteúdo diverso que revelam. Estruturas fixas (econômicas e sociais) e material móvel articulam-se de modo a valorizarem-se mutuamente e, de modo direto e numa perspectiva de uso social do patrimônio, a comunidade no seu todo é envolvida e se sente beneficiária e promovida. São lares, onde homens e mulheres surgem como contadores de narrativas, como cidadãos inclusos, como atores vivos da história. São espaços que inspiram o turismo de base comunitária e permitem às famílias monetizarem suas economias. São moradas, cujas paredes ganham cores de outros tempos e as platibandas, em suas formas singelas, exibem a casa renovada, num diálogo harmônico com tempos e geografias que atravessam o mar até alcançarem o Norte da África. Implementada na região do Araripe, no Nordeste do Brasil, a ideia, gerada na Fundação Casa Grande Memorial Homem do Kariri, tem já abertos museus orgânicos, viabilizados pelo Sesc; esta preservação, vivificação e transmissão das expressões artísticas populares de modo autêntico e participado e sua mobilização para um processo inovador de sustentabilidade e desenvolvimento dos povos está hoje suficientemente experimentada para poder ganhar o mundo, ao serviço da cultura e das artes populares, da qualidade de vida dos indivíduos e do reforço identitário das comunidades.
"A partir da criação do Memorial do Homem Kariri, desenvolvi  um espaço prático de vivência patrimonial para disseminar pelo território a ideia de museu orgânico como uma forma de valorizar e reconhecer a tradição cultural viva no lugar, junto a essa ideia foi fomentado a formação de crianças e jovens no campo da educação patrimonial para serem os disseminadores dos museus orgânicos, e atualmente com o apoio da Federação do Comércio através do SESC-CE os museus estão se ramificando pelo Brasil. " - Alemberg Quindins
Arquitetura do afeto
O coração dos “Museus Orgânicos” não vem de teses acadêmicas ou tratados científicos. Vem do poder que tem a arquitetura de reunir em traços visíveis o sentimento humano de forma poética e se manifestar em afeto e arte. A invisibilidade do encantado se apresenta em forma de simplicidade, na relação entre a natureza humana e o espaço ocupado.

## Vida pessoal
Alemberg Quindins casou-se com Rosiane Limaverde, sua companheira também nas áreas artística, educadora e pesquisadora. Como ele aponta:
| “                   | Quando criança [eu] tinha uma bandinha de lata, uma editora de revista em quadrinhos, cinema de sombras e produzia revistas desportivas aonde era o repórter dos campinhos de várzea. Em 1983 encontrei uma menina que era igual a mim (Rosiane Limaverde) e resolvemos nos unir para fazermos juntos. Daí surgiu a Fundação Casa Grande para reunir meninos e meninas que pensam igual a gente. | ” |
| — Alemberg Quindins | |   |

Rosiane faleceu em março de 2017. Com ela teve dois filhos (Ana Sewi e Pedro Ian).

## Prêmios e reconhecimentos
- 2022 - Empreendedor Social (Fellow), da instituição americana Ashoka.[12][13]
- 2004 - Cavaleiro na Ordem do Mérito Cultural,do Ministério da Cultura do Brasil;[1][14]
- 2007 - Medalha do Mérito da Farroupilha, da Assembleia Legislativa do Estado do Rio Grande do Sul;[1][14]
- 2014 - Comenda João Luiz Ramalho de Oliveira, do Sistema Fecomércio Ceará;[1][14]
- 2017 - Medalha da Abolição, do Governo do Estado do Ceará;[1][14]
- 2018 - Título de Dr. Honoris Causa em Ciências Sociais pela Universidade Regional do Cariri – URCA;[1][14][15]
- 2019 - Título de Notório Saber em Cultura Popular pela Universidade Federal do Ceará.[1][14]
- 2025 - Medalha do Mérito Artístico e Cultural Patativa do Assaré, do Tribunal Regional Eleitoral do Ceará (TRE-CE)[16]

## Ensino e investigação
- 2017-2019 - Pós-graduação em Gestão Cultural Contemporânea do Itaú Cultural e Instituto Singularidades[17][18]
- ? - Pós-graduação Latu Sensu em Arqueologia Social Inclusiva pela Universidade Regional do Cariri[1][19]
- ? - Investigador do Centro de Estudos em Arqueologia, Artes e Ciências do Patrimônio, da Universidade de Coimbra[1][20]
- 2025: Cátedra Olavo Setubal[21]

## Algumas obras
- 2020 - "A Lenda" (paisagem sonora), com Rosiane Limaverde, Aécio Diniz e André Magalhães[22][23]
- 2022 - "Guia Brasileiro de Produção Cultural: ações e reflexões" (livro), com Cristiane Olivieri, Edson Natale, Adriana Barbosa, e Afonso Borges[24]
- 2023 - "Poemas HQ" (livro e exposição)[25]